# 747 (číslo)
Sedm set čtyřicet sedm je přirozené číslo. Následuje po čísle sedm set čtyřicet šest a předchází číslu sedm set čtyřicet osm. Římskými číslicemi se zapisuje DCCXLVII a řeckými číslicemi ψμζ.

## Matematika
747 je:
- Deficientní číslo
- Složené číslo
- Nešťastné číslo

## Astronomie
- (747) Winchester je planetka hlavního pásu, kterou objevil v roce 1913 Joel Hastings Metcalf

## Roky
- 747
- 747 př. n. l.